# Palazzo Tozzoni
Palazzo Tozzoni è una dimora storica di Imola situata in Via Garibaldi 18, già appartenente ai conti Tozzoni. Il palazzo conserva ancora oggi arredi, suppellettili e ricordi della famiglia a cui è appartenuto.
Accreditato al Sistema museale nazionale, fa parte della rete museale cittadina di Imola Musei, insieme alle Collezioni d'armi e di ceramiche della Rocca sforzesca di Imola e al Museo di San Domenico.

## Storia

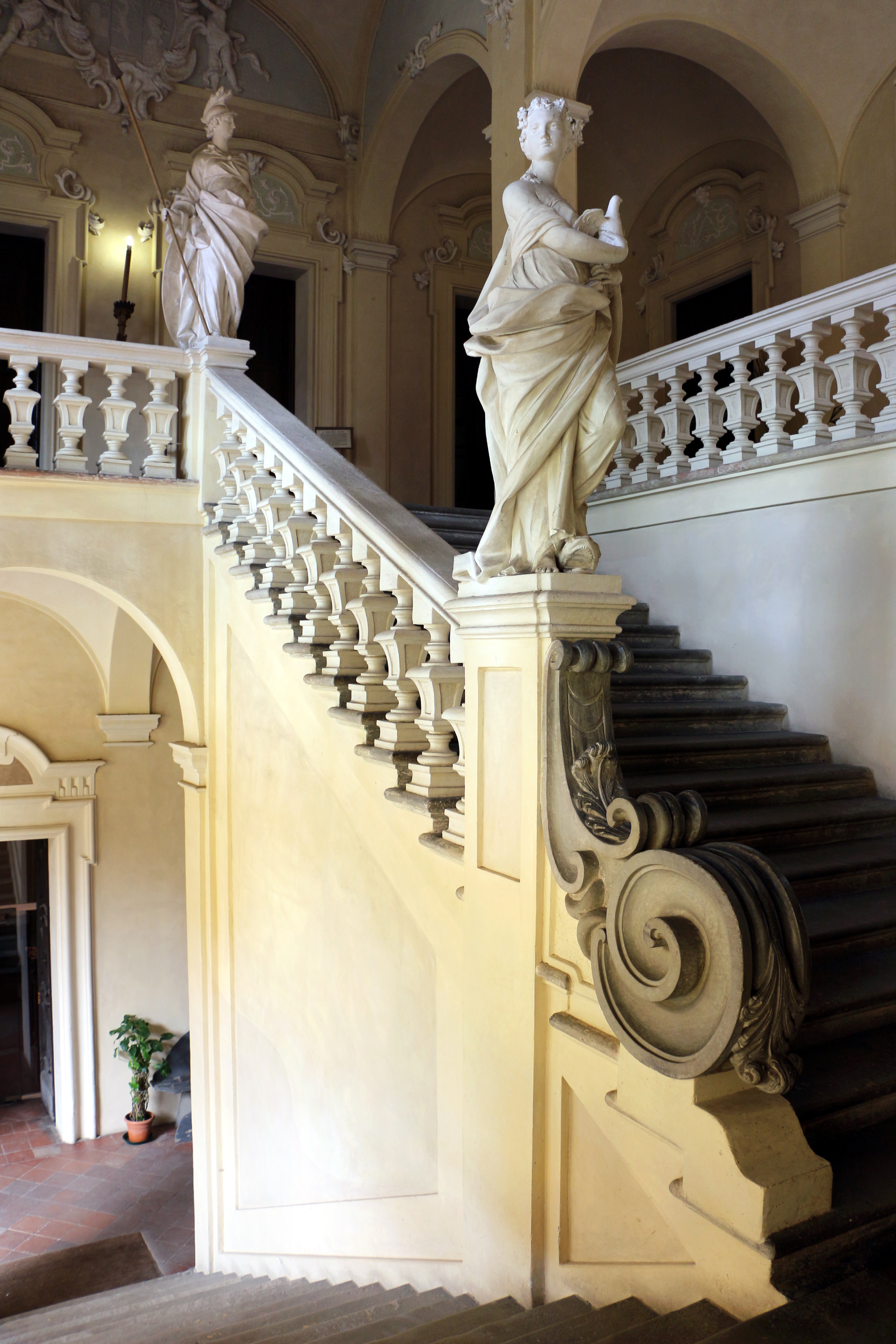
Lo scalone

La famiglia Tozzoni arrivata a Imola dalla natia Toscana alla fine del 1400, abitò due case contigue in via della Fortezza, ora via Garibaldi. Il palazzo che unificò le due case venne costruito a partire dal 1726, su disegno dell'architetto  Domenico Trifogli. I lavori furono completati nel 1738.
Il palazzo fu donato al Comune di Imola con tutti gli arredi, nel 1978 dall'ultima discendente della famiglia Tozzoni che aveva abitato nel palazzo, Sofia Serristori Tozzoni.
Nel 1981 è stato aperto al pubblico come casa museo.
Dal 28 febbraio 2023 è inserito nel novero delle «Case e studi delle persone illustri dell'Emilia-Romagna».

## Descrizione
La casa museo permette di scoprire la vita di una nobile famiglia di provincia attraversando gli ambienti in cui viveva: lo scalone, il salone d'onore, l'appartamento barocchetto, l'appartamento in stile Impero avvicinano al ruolo della famiglia nella vita pubblica, mentre sono ambienti più intimi e ad uso privato l'appartamento della veranda, la sala da pranzo, i salotti e le antiche cucine, nonché la biblioteca.

## Il percorso di visita
Il percorso di visita va dal piano terra al piano nobile, congiunti dallo scalone adornato di sculture opera di Francesco Janssens.
Le sale più importanti sono quelle dei tre appartamenti che caratterizzano il percorso di visita: l'appartamento Barocchetto, l'appartamento Impero e l'appartamento della Veranda. 

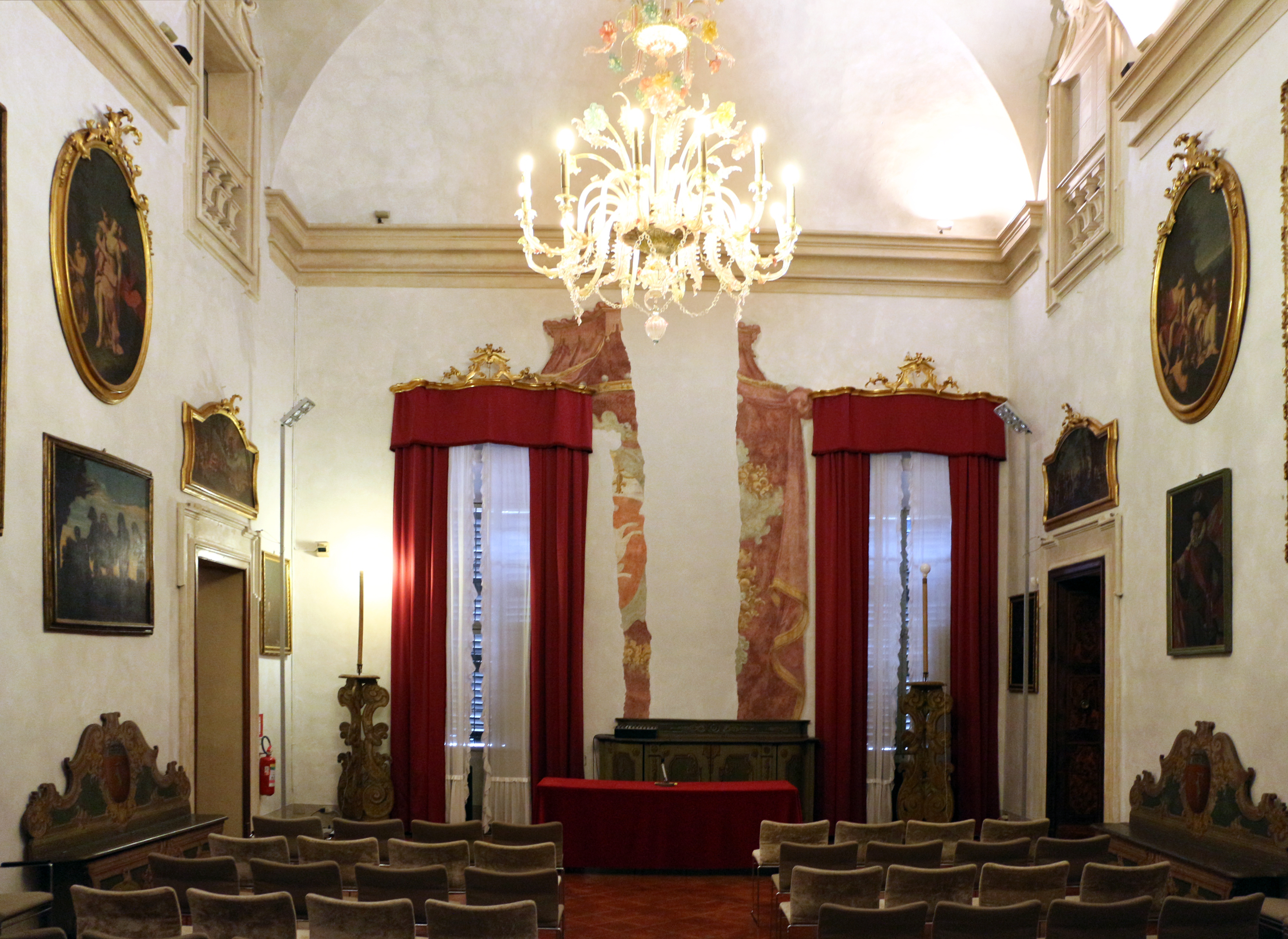
Il salone
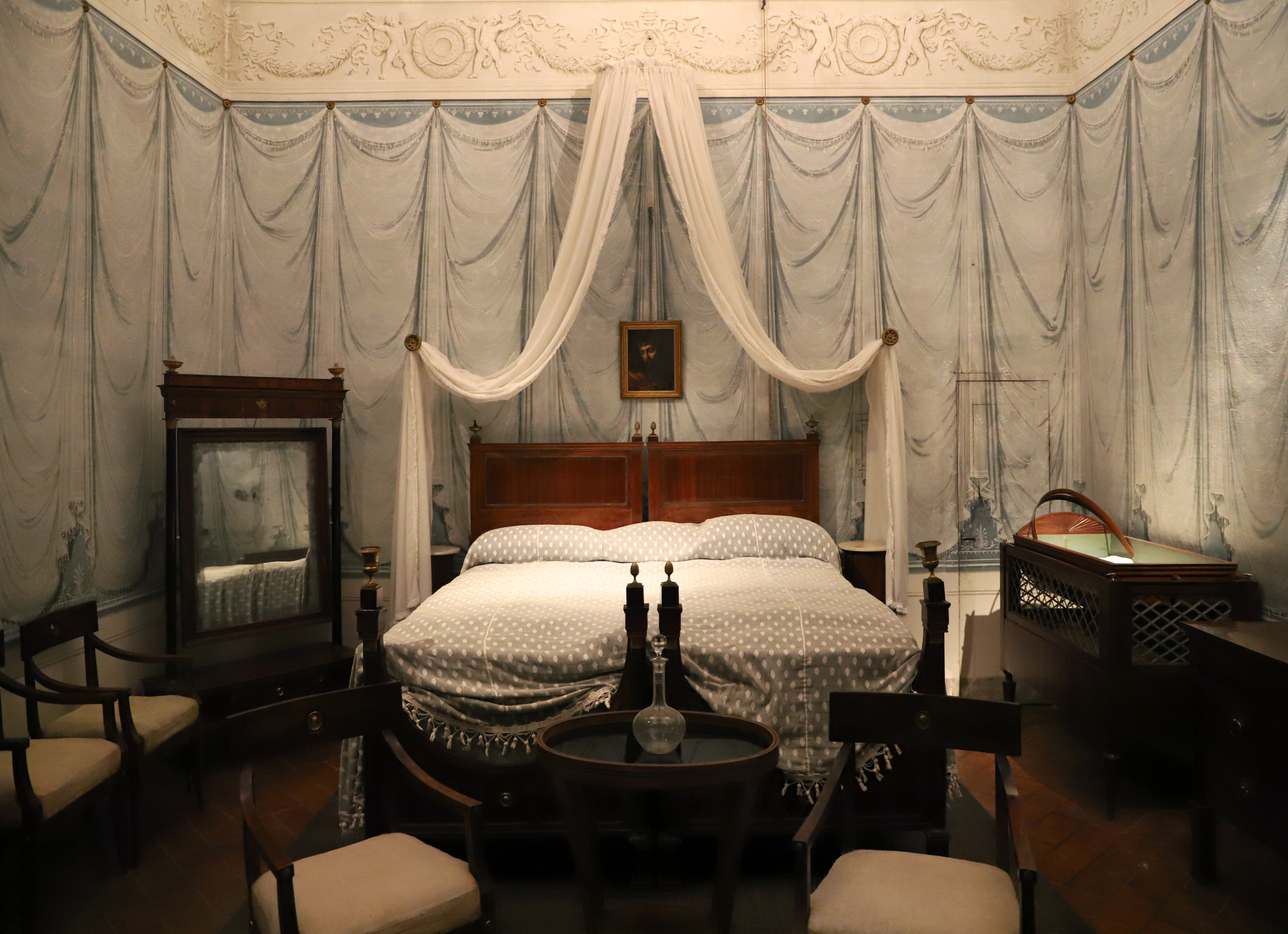
La stanza da letto nell'appartamento in stile Impero
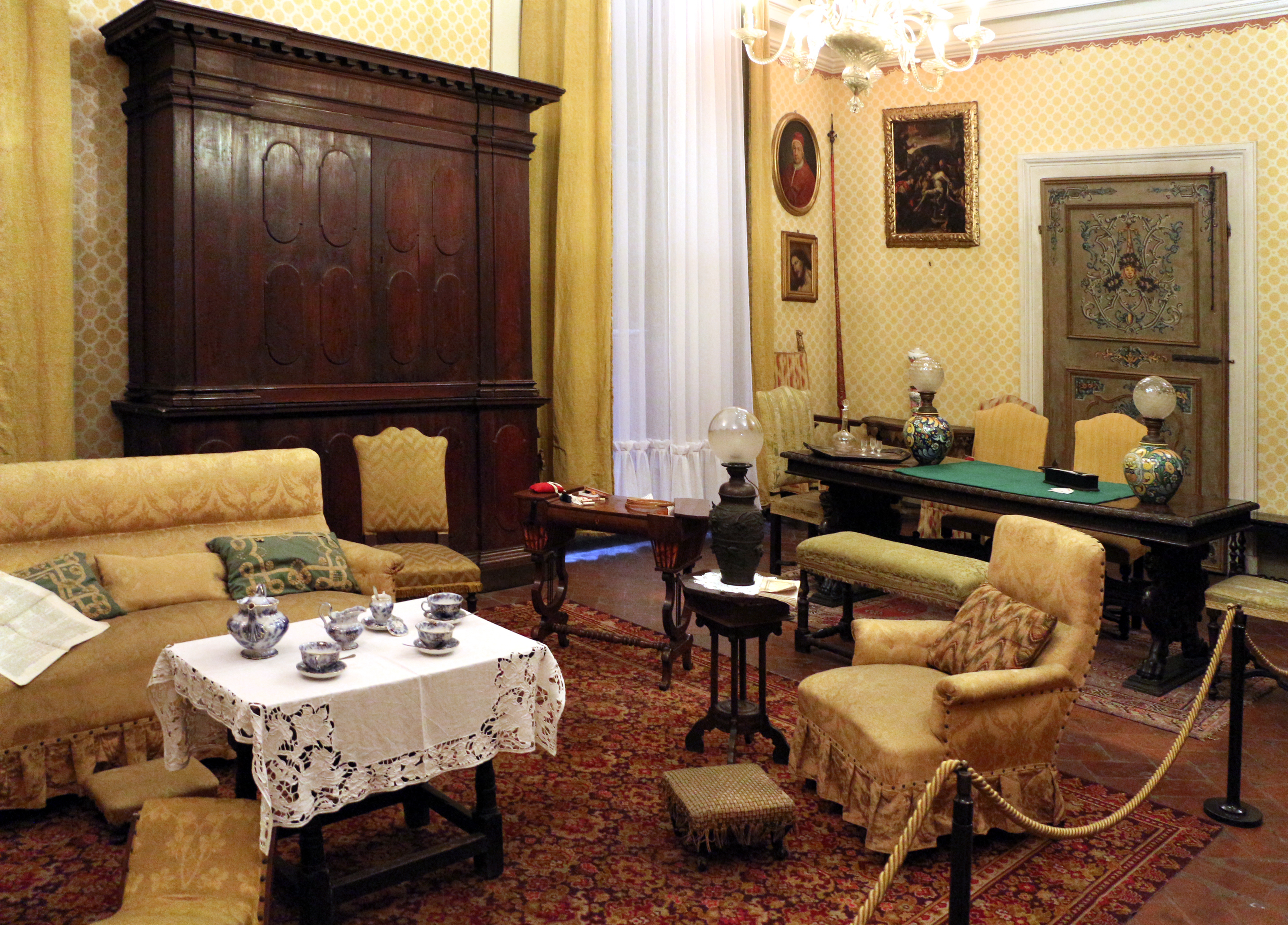
Il salotto giallo
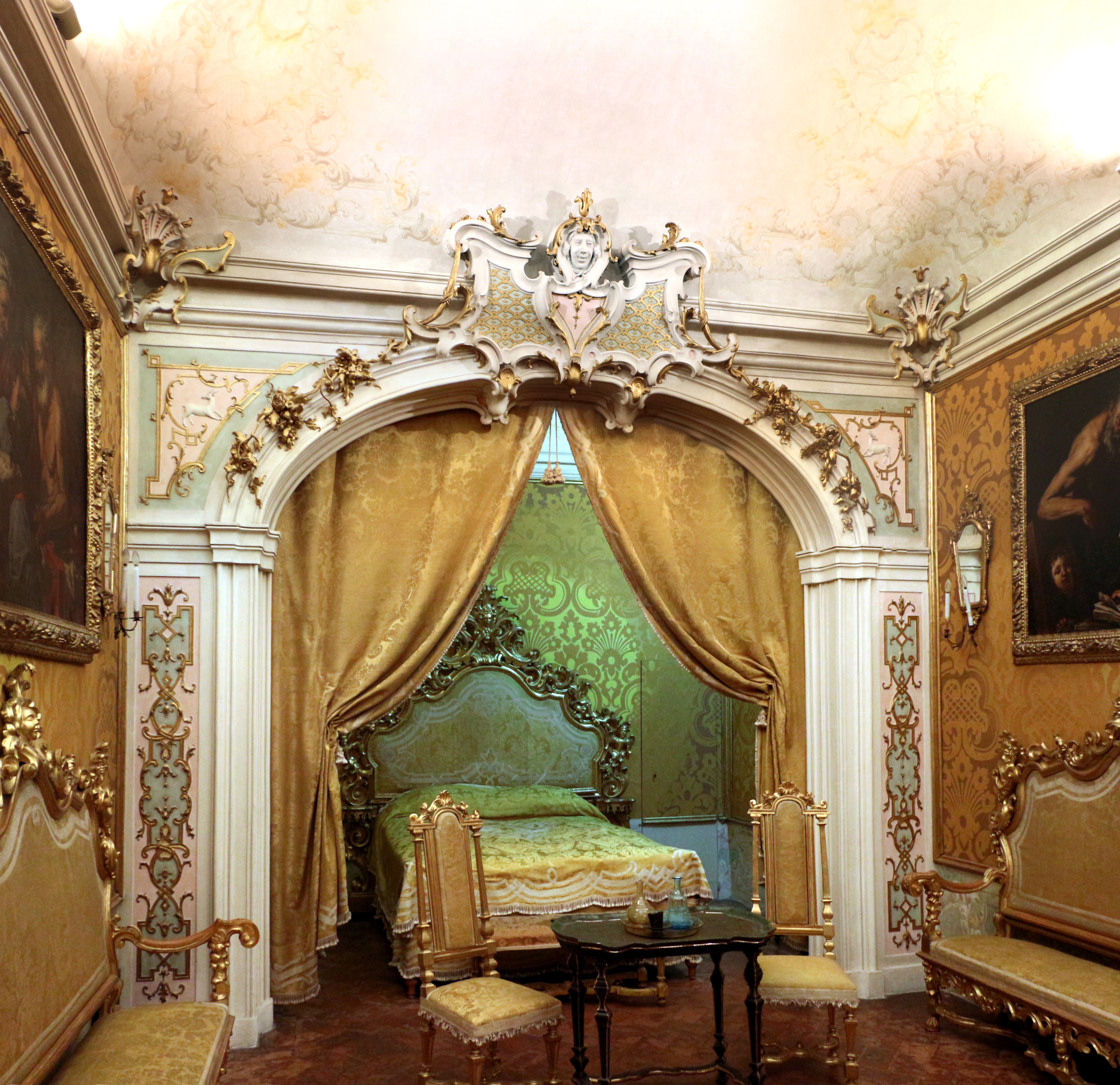
L'alcova
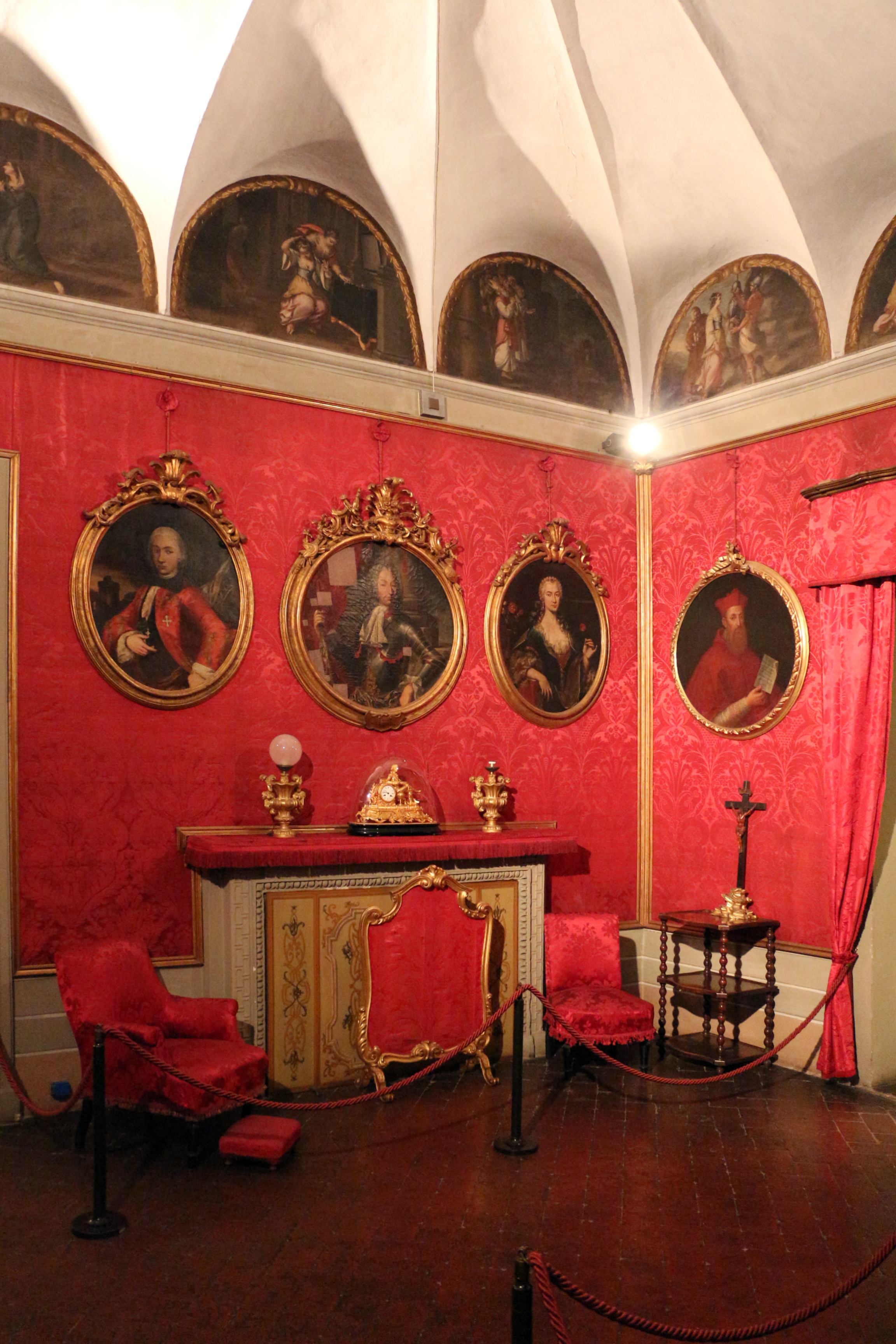
L'anticamera della biblioteca
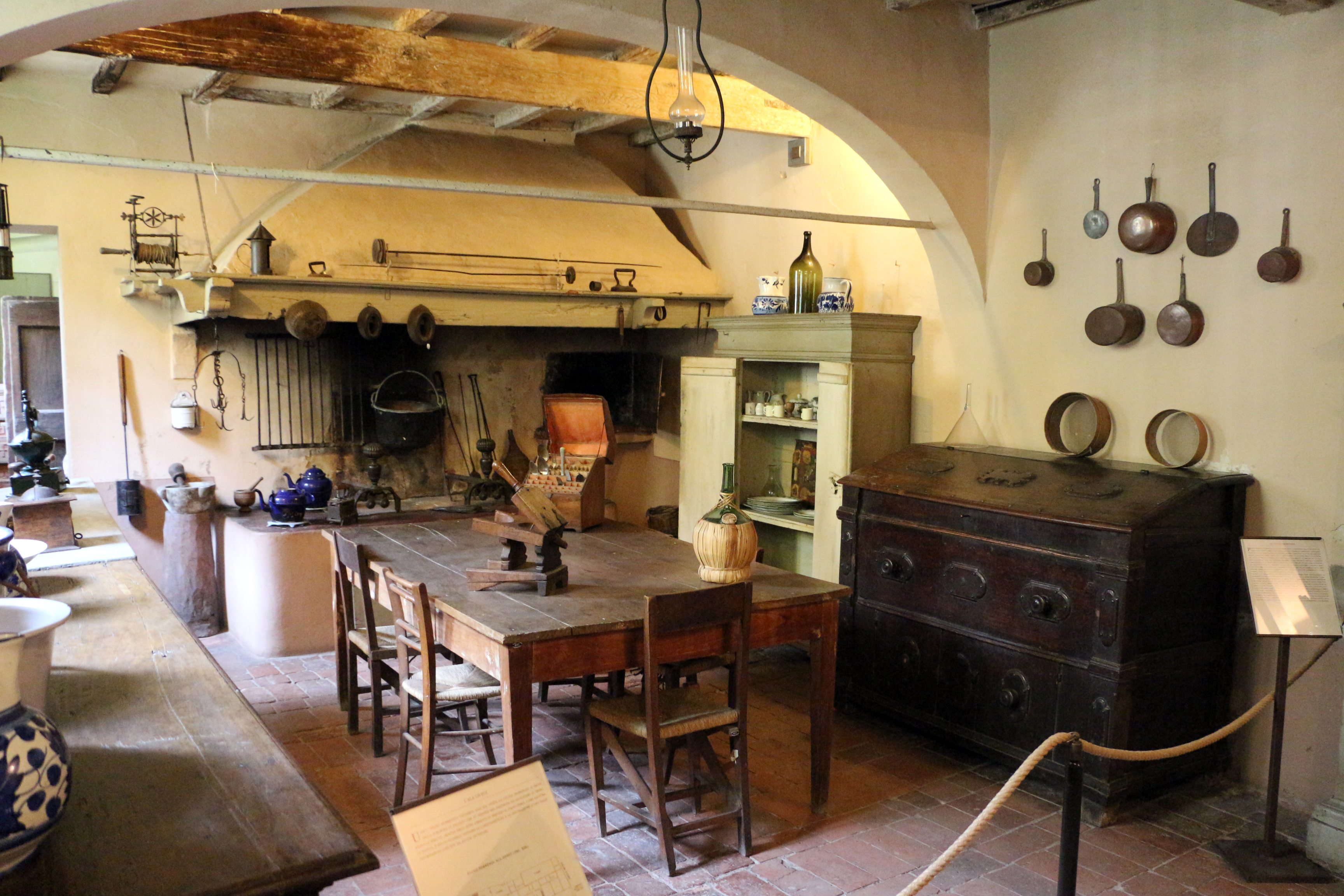
La cucina

### La biblioteca

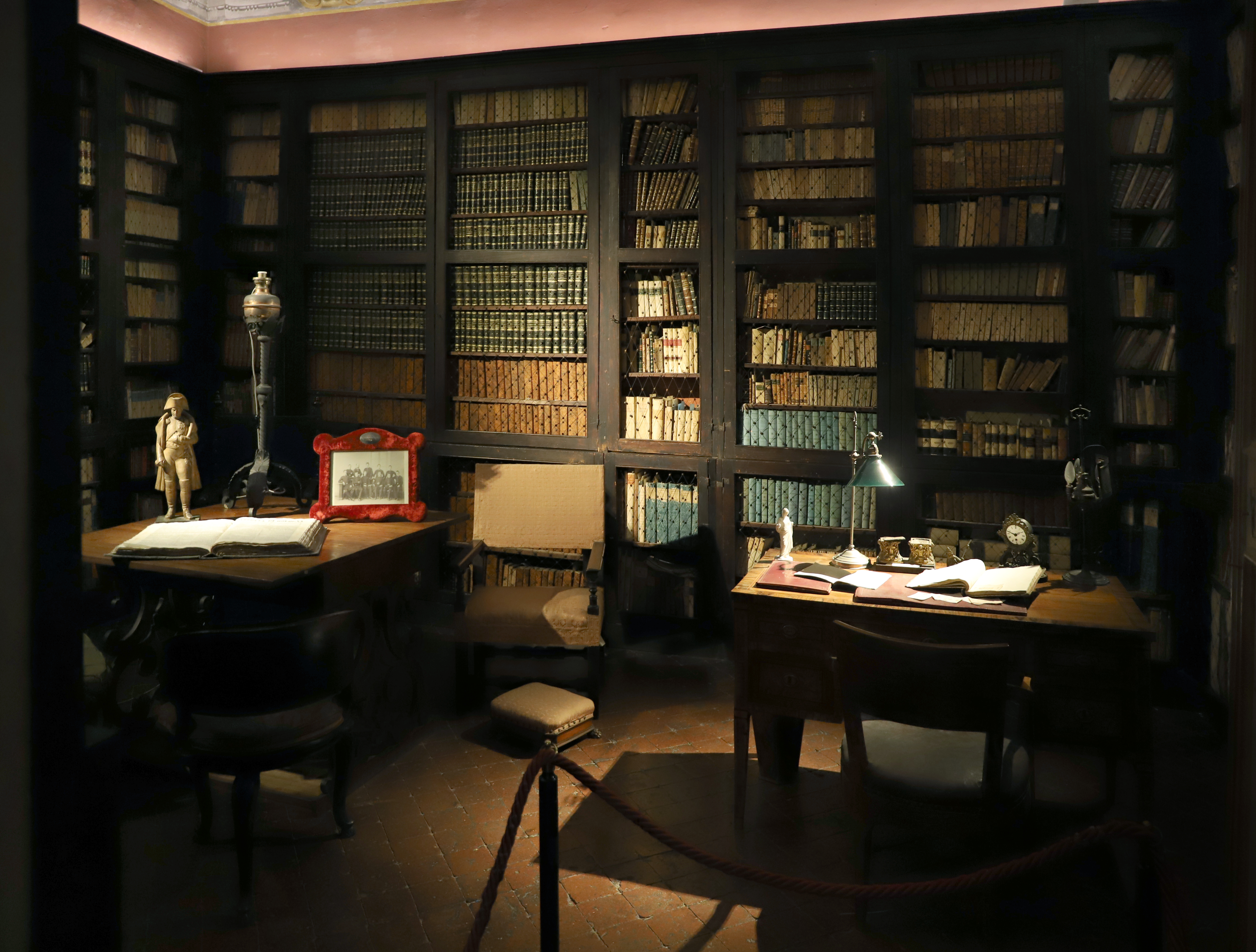
La biblioteca

La biblioteca, ricca di volumi pregiati, fu voluta dal conte Giorgio Barbato Tozzoni (1781-1873). Conserva numerosi testi di storia, numismatica, agraria, letteratura, nonché alcune cinquecentine.

### L'Archivio

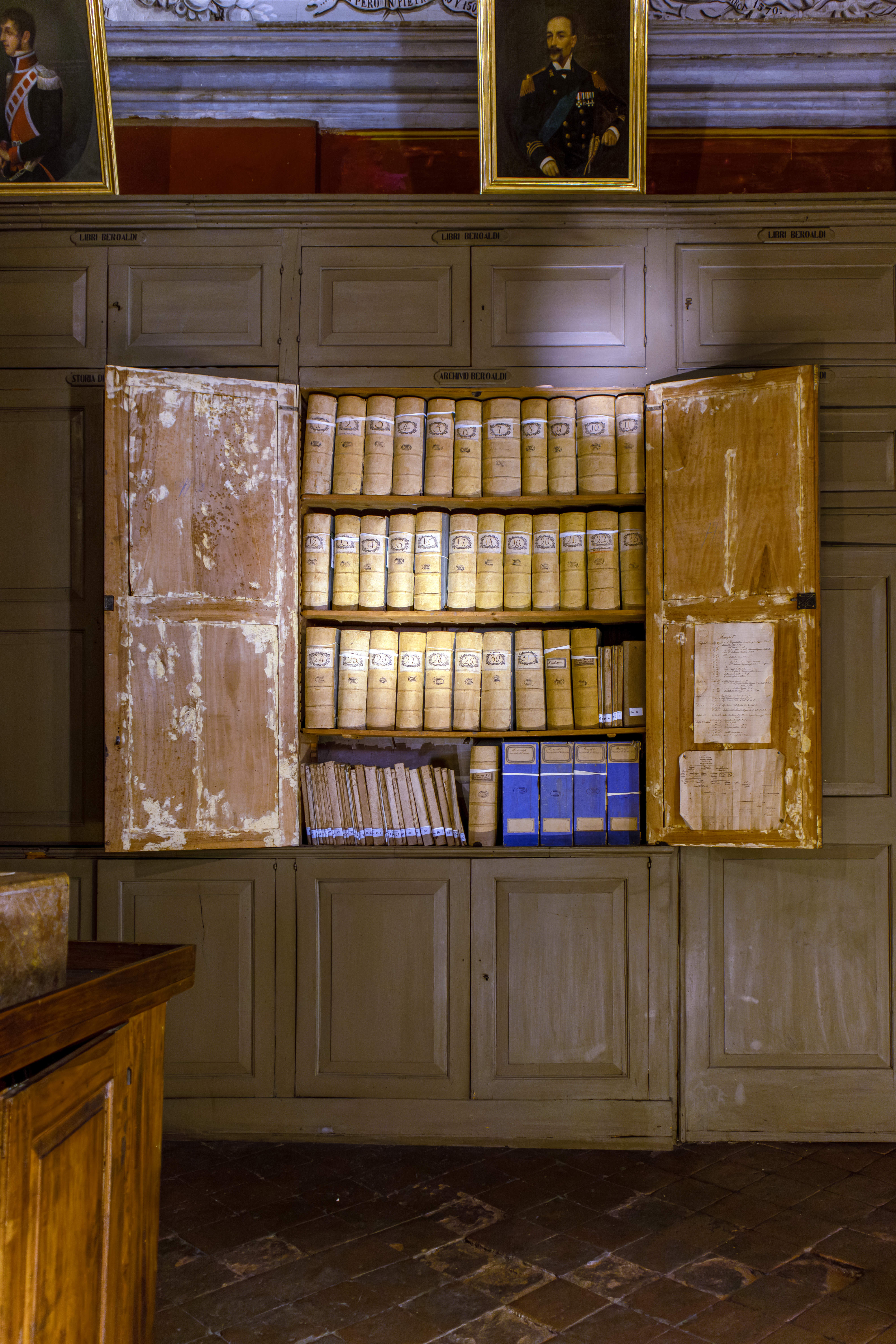
Documenti custoditi in un armadio.

I documenti dell'archivio sono custoditi in armadi legati all'attività del palazzo, risalenti dalla fine del Quattrocento fino agli anni Settanta del secolo scorso. Nell'archivio, un'ampia sala del Palazzo, si trova anche il manichino di Orsola Bandini Tozzoni, fatto realizzare dal marito Giorgio Barbato dopo la scomparsa della moglie. Vestito con i veri abiti indossati dalla nobildonna e acconciato con i suoi capelli, rappresenta la memoria di un amore profondo e costituisce un pezzo unico nella casa museo.

#### Orsola Bandini Tozzoni

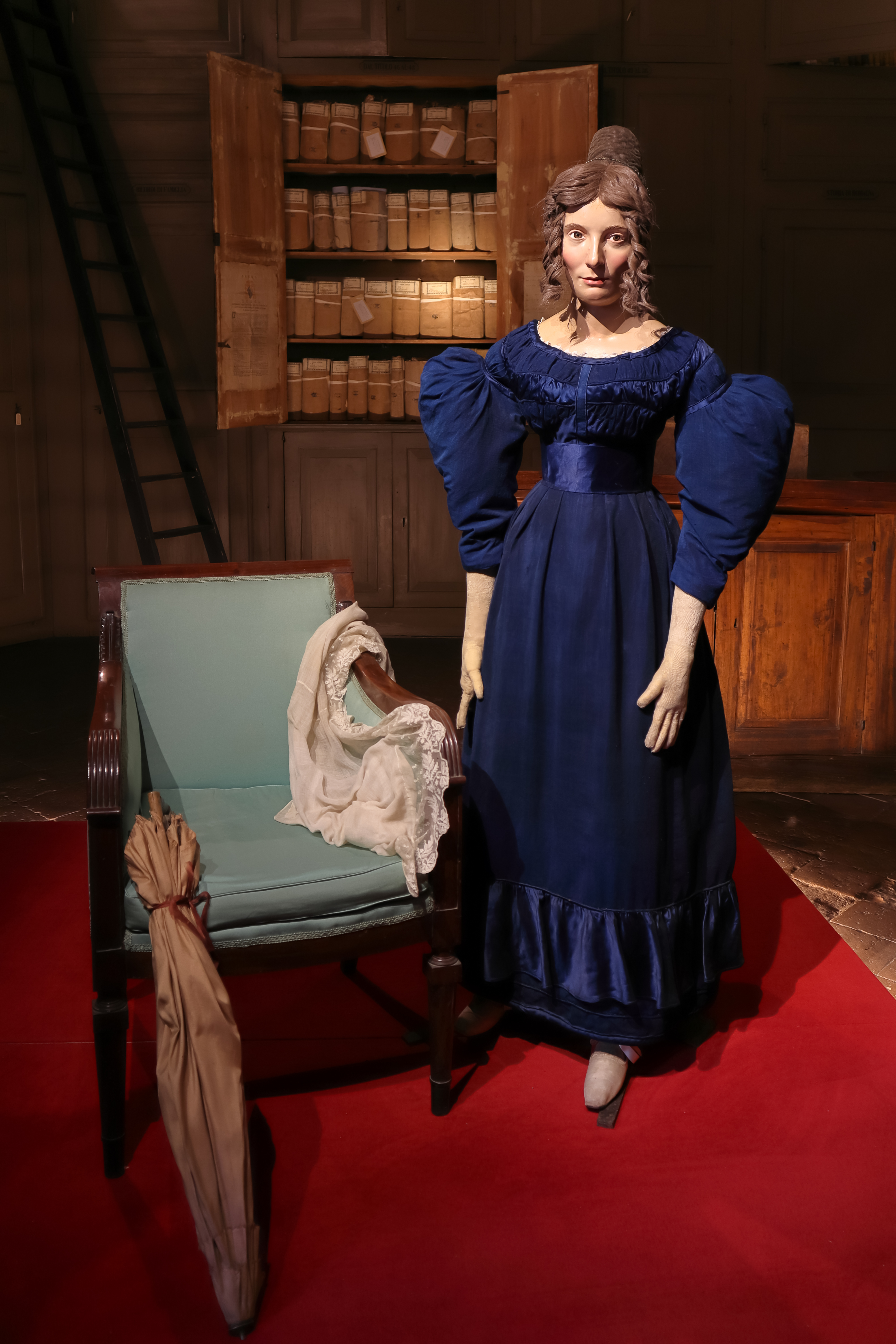
Il manichino di Orsola Bandini Tozzoni

Nel 1819 Giorgio Barbato Tozzoni sposò la giovane faentina Orsola Bandini. La moglie fu ritratta nel busto di gesso conservato nel salotto dell'appartamento Impero, dove la coppia abitò. Il loro matrimonio non fu dei più felici, poiché l'unico figlio, Alessandro, morì a soli due anni. Orsola non riuscì mai a superare la perdita e morì nel 1836, all'età di 39 anni. Giorgio commissionò la creazione di un manichino, a immagine della moglie e a grandezza naturale, che conservò fino alla sua morte nelle stanza dell'appartamento dove avevano vissuto. Il manichino, visibile all'interno del percorso museale, è stato restaurato nel 2016 recuperando una visione estetica che fosse il più vicino possibile all'opera originale.

## Le collezioni
La raccolta di quadri include circa 170 dipinti, soprattutto opere di artisti bolognesi e romagnoli ma non mancano dipinti di artisti di altre regioni. I più antichi risalgono al XVI secolo.
Di particolare valore il Ritratto di Pier Paolo Tozzoni (1584) e Papa Pio V (1580-1599) di Lavinia Fontana, le tele di Girolamo Donnini e i Tre santi in gloria di Ignaz Stern. Tra i pittori sono inoltre presenti Bartolomeo Cesi, Marcantonio Franceschini, Pietro Liberi, Antonio Zanchi, Antonio Beccadelli.

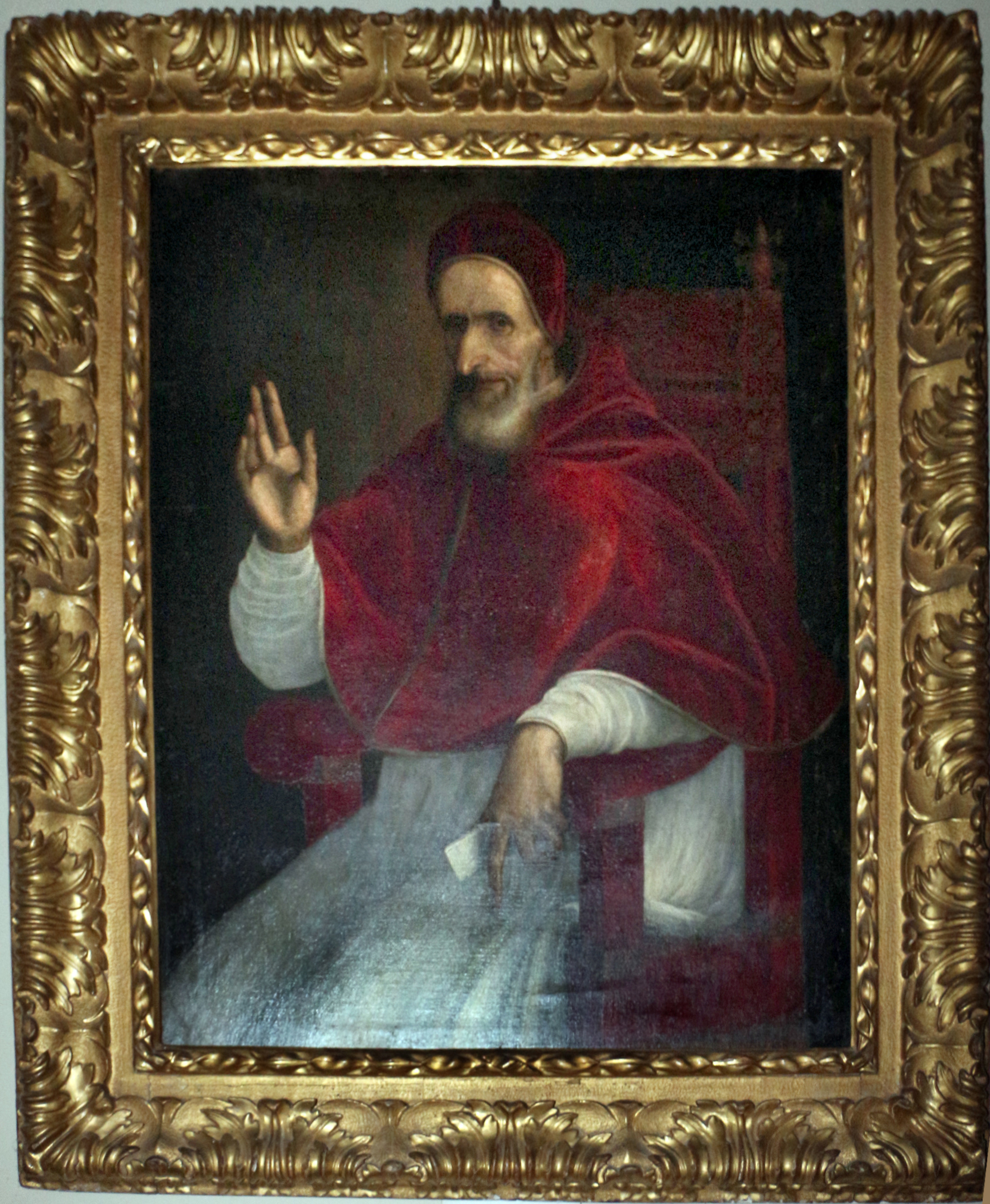
Lavinia Fontana, Ritratto di papa Pio V, olio su tela, 1603-1614 ca.
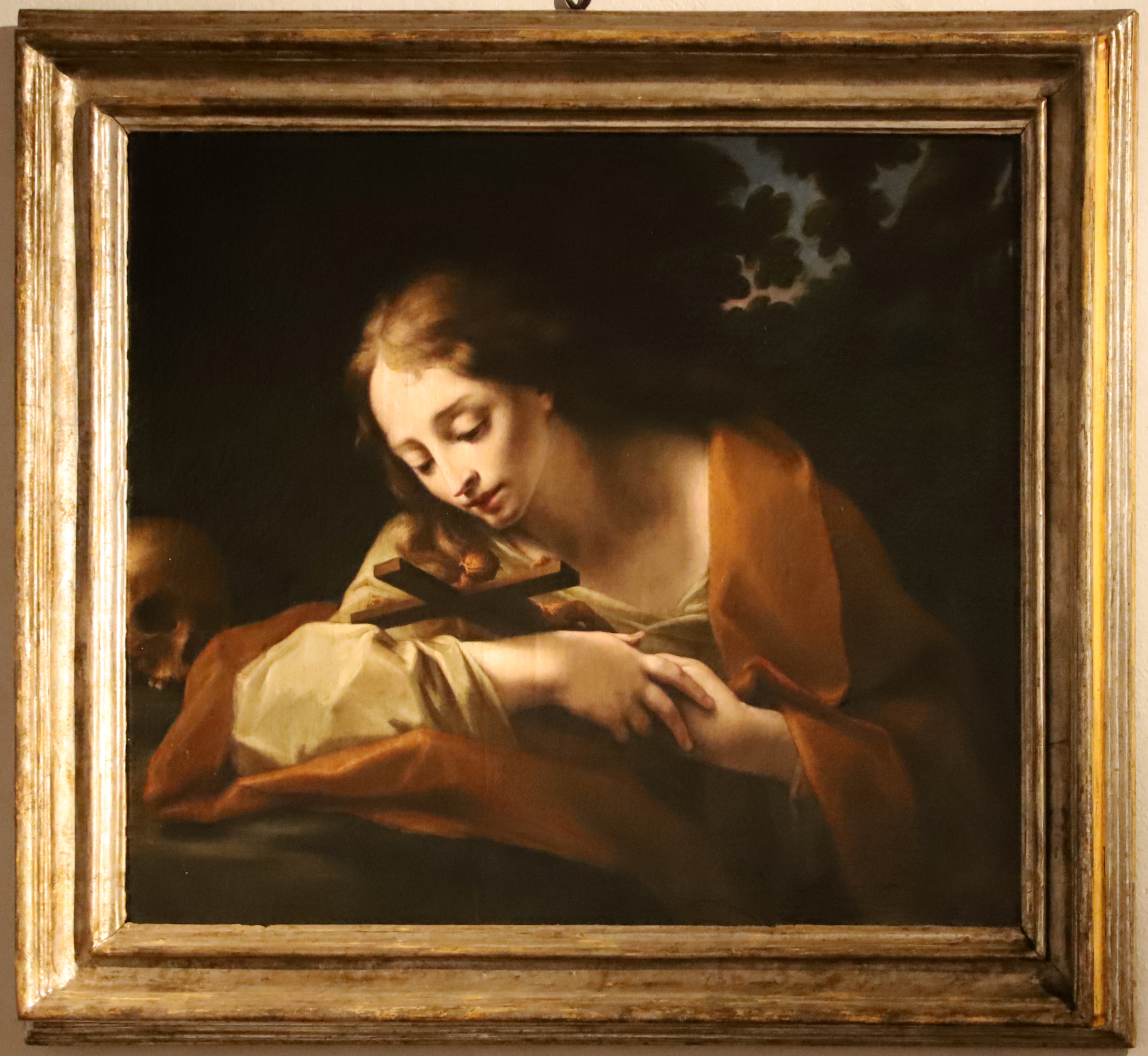
Ignaz Stern, Maddalena penitente, 1700-1720 ca.
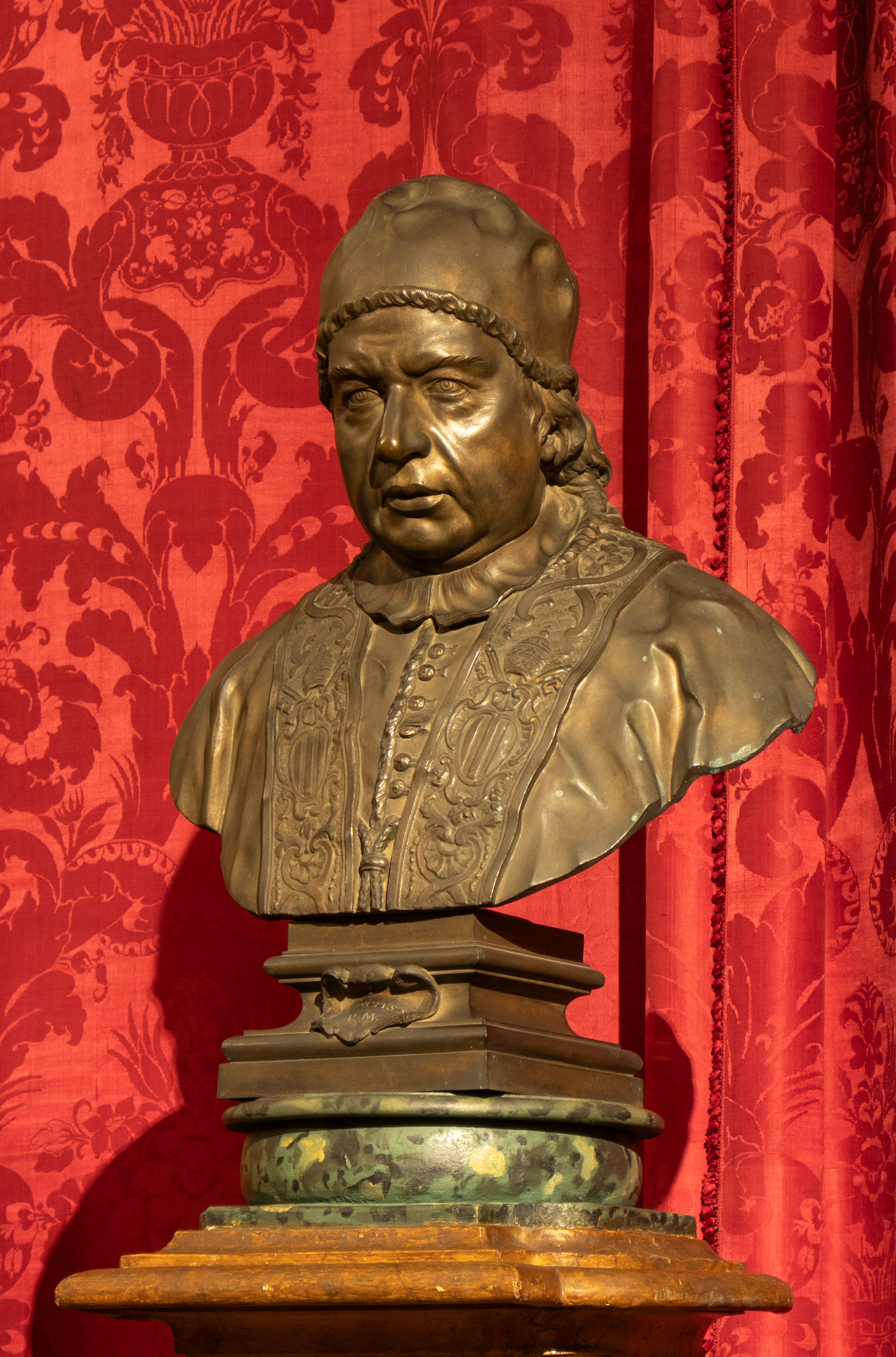
Scuola Romana, Busto di Benedetto XIV, 1740-1750 ca.
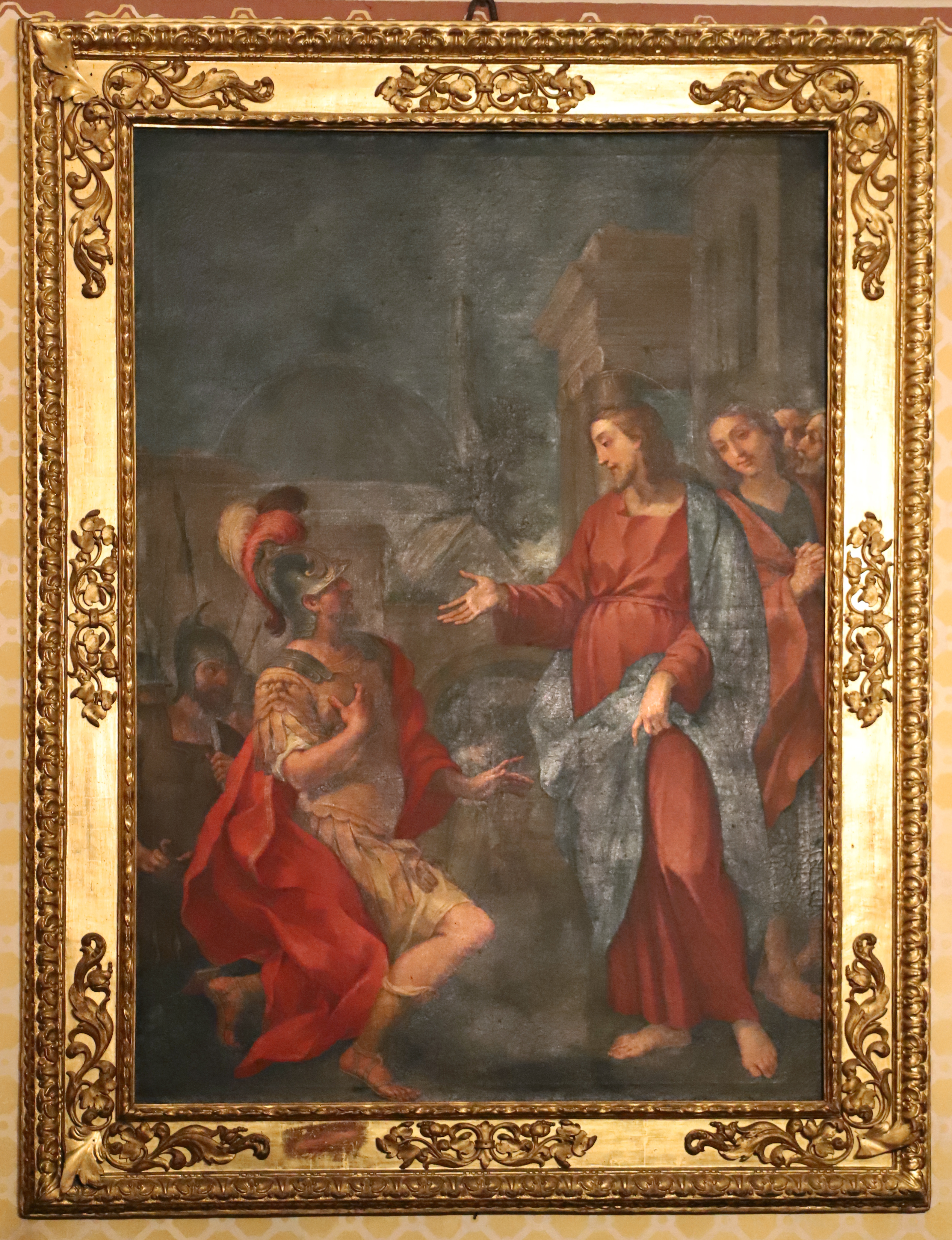
Giuseppe Righini, Cristo e il centurione, 1756

Il palazzo di famiglia custodisce anche il ricco fondo fotografico risalente agli albori della fotografia: la raccolta che Francesco Giuseppe Tozzoni (1859-1929) appassionato di fotografia, incrementò «comprende albumine, aristotipi, platinotipi, ferrotipi, cianotipi, stampe ai pigmenti, alla gelatina-bromuro e fotomeccaniche, un raro avoriotipo e un prezioso dagherrotipo del 1843». Di notevole interesse, un album della collezione ricostruisce il viaggio di circumnavigazione del globo a bordo della pirocorvetta Vettor Pisani che Francesco Giuseppe Tozzoni intraprese tra 1882 e 1885.
Palazzo Tozzoni raccoglie anche una collezione etnografica raccolta da Francesco Tozzoni durante i suoi viaggi.